# Zatoka Asinara
Zatoka Asinara (wł. Golfo dell'Asinara) – zatoka u północnych wybrzeży włoskiej wyspy Sardynii, stanowi część Morza Śródziemnego. Naturalną zachodnią granicą zatoki jest Przylądek Falcone i wyspa Asinara. Największe miasta położone nad zatoką to: Porto Torres i Castelsardo.